# 皇鸚竺鯛
皇鸚竺鯛（學名：Ostorhinchus regula），又稱皇鸚天竺鯛，為輻鰭魚綱鈎頭魚目天竺鯛科鸚竺鯛屬下的一個種，分布於中西太平洋關島及加羅林群島海域，深度27至55公尺，本魚體呈橢圓形，體稍側扁，頭大、眼大、口大且斜裂，頜齒細小，前鰓蓋骨邊緣有鋸齒，鰓蓋骨後緣棘不發達，體被弱櫛鱗，頭部和身體上有金褐色和白色相間的條紋，上、下尾柄上有寬的深褐色條紋，中部條紋沒有明顯的斑點，白色條紋延伸至最後兩根臀鰭條，背鰭2個，背鰭硬棘8枚、背鰭軟條9枚、臀鰭硬棘2枚、臀鰭軟條8枚，體長可達3.8公分，棲息在礁石區，夜間活動，屬肉食性，繁殖期時，雄魚具有口孵習性，卵約7日化成仔魚，由雄魚吐出，具短暫的仔魚飄浮期，生活習性不明。